# Capniella ghilarovi
Capniella ghilarovi är en bäcksländeart som beskrevs av Zhiltzova 1988. Capniella ghilarovi ingår i släktet Capniella och familjen småbäcksländor. Inga underarter finns listade i Catalogue of Life.